# Thomas William Dent
Thomas William Dent (* 18. April 1991 in Kettering), auch Tom Dent genannt, ist ein englischer Fußballtrainer.

## Karriere
Thomas William Dent unterschrieb am 1. Januar 2016 einen Vertrag als Co-Trainer beim norwegischen Drittligisten IL Stjørdals-Blink in Stjørdalshalsen. Hier stand er bis Jahresende unter Vertrag. Von 2017 bis 2020 trainierte er die zweite Mannschaft des FK Bodø/Glimt aus dem norwegischen Bodø. Am 1. Januar 2021 kehrte er als Cheftrainer zum IL Stjørdals-Blink zurück. Mittlerweile spielt der Verein in der zweiten norwegischen Liga.